# Jeżoskórka żółtobrązowa
Jeżoskórka żółtobrązowa, czubajeczka żółtobrązowa (Echinoderma perplexum (Knudsen) Bon) – gatunek grzybów z rodziny pieczarkowatych (Agaricaceae). Jest grzybem trującym.

## Systematyka i nazewnictwo
Pozycja w klasyfikacji według Index Fungorum: Echinoderma, Agaricaceae, Agaricales, Agaricomycetidae, Agaricomycetes, Agaricomycotina, Basidiomycota, Fungi.
Po raz pierwszy takson ten opisał w 1981 r. Henning Knudsen, nadając mu nazwę Lepiota perplexa. W 1991 r. Marcel Bon przeniósł go do rodzaju Echinoderma.
W 2003 r. Władysław Wojewoda zarekomendował polską nazwę czubajeczka żółtobrązowa dla synonimu Lepiota perplexa. Po przeniesieniu gatunku do rodzaju Echinoderma stała się niespójna z nazwą naukową. W 2021 r. Komisja ds. Polskiego Nazewnictwa Grzybów Polskiego Towarzystwa Mykologicznego zarekomendowała nową nazwę jeżoskórka żółtobrązowa.
Synonimy:
- Cystolepiota perplexa (Knudsen) Bon 1985
- Lepiota perplexa Knudsen 1981[5].

## Morfologia
Kapelusz
Średnica 3–9(11) cm, początkowo półkulisty z podwiniętym brzegiem, później płasko wypukły lub płaski. Powierzchnia cielistobrązowa, z brązowymi ostrosłupowymi kolcami o wysokości ok. 1 mm, na kremowym do jasnobrązowego spodzie. Kolce spłaszczają się i blakną z wiekiem, łatwo też ulegają starciu. Brzeg jest krótko podwijany i przechodzący w blaszki.
Blaszki
Początkowo o barwie od białawej do żółtawej, później jasnobrązowe, wolne, zawsze bardzo blisko siebie, z międzyblaszkami, u starszych okazów z pofałdowanymi ostrzami.
Trzon
Wysokość 5–11 cm, grubość 1–2(3) cm, cylindryczny, włóknisty, z bulwiastą podstawą, brązowo brodawkowatą i z białawą grzybnią nieco zakorzenioną. Powierzchnia jasnobrązowa, beżowa, żółtobrązowa, gładka, z odpadającymi kolczastymi łuskami w dolnej części trzonu i jaśniejszym wierzchołkiem. Pierścienia brak, co najwyżej w jego miejscu jest łuskowata strefa.
Miąższ
W kapeluszu białawy lub kremowożółty, w dolnej części trzonu brązowy do żółtobrązowego. Zapach nieprzyjemny, podobny do palonej gumy, rzadko neutralny i niewyczuwalny, smak niewyraźny.
Wysyp zarodników
Biały.
Cechy mikroskopowe
Podstawki czterozarodnikowe ze sprzążkami bazalnymi. Zarodniki 5,5–7 × 2,3–3 µm, Q = 2,1–2,6, o kształcie pocisku, cylindryczne, dekstrynoidalne, w odczynniku Melzera ciemnoczerwono-brązowe. Cheilocystydy 20–35 × 5–9 µm, workowate, wrzecionowate, maczugowate. Strzępki w skórce kapelusza o szerokości ok. 3–10 µm ze sprzążkami, kolce kapelusza mają pęcherzykowo-elipsoidalne komórki końcowe o wymiarach ok. 20–60 × 15–40 µm.
Gatunki podobne
Jeżoskórka ostrołuskowa (Echinoderma asperum), jeżoskórka pomarańczowobrzega (Echinoderma calcicola), jeżoskórka żółtobrązowa (Echinoderma perplexum), jeżoskórka ciernista (Echinoderma echinaceum), czubajka kania (Macrolepiota procera).

## Występowanie i siedlisko
Podano stanowiska jeżoskórki żółtobrązowej niemal głównie w Europie, poza nią tylko jeno w Ameryce Północnej. W Polsce do 2003 r. jedyne stanowisko podała Alina Skirgiełło w Białowieskim Parku Narodowym w 1992 r. Według W. Wojewody częstość występowania tego gatunku i stopień zagrożenia nie są znane.
Naziemny grzyb saprotroficzny. Rośnie w iglastych, liściastych i w zaroślach.